# 違法性阻却事由 (国際法)
本項目では国際法上の違法性阻却事由について述べる。2001年に国際法委員会が採択した国家責任条文第5章では、国際法上の違法性が阻却される理由として「同意」、「対抗措置」、「自衛」、「不可抗力」、「遭難」、「緊急避難」の6つが挙げられた。これらのうちのいずれかに該当する場合には、国家の国際義務違反が例外的に存在しないか、または国際義務が機能しないものとされる。

## 分類
国家責任条文が挙げた6つの違法性阻却事由は、大きく二つに分類して論じられる。ひとつは相手国の行為を理由とするもので、同意、対抗措置、自衛がこれに該当する。もうひとつはいずれの国の責任でもない外的状況を理由とする違法性阻却事由で、不可抗力、遭難、緊急状態がこれに当たる。

### 相手国の行為

#### 同意
国際違法行為を行ったとしても、違法行為の被害国からの事前の「同意」があれば、加害行為の違法性は阻却される。国家責任条文では第20条に定められた。ただし同意があったとしても、その同意が強行規範に反するものであった場合には違法性は阻却されない。

#### 自衛
国際法に反した行為であっても、国連憲章と両立する形での「自衛」措置であれば、違法性が阻却される。国家責任条文では第21条に定められる。自衛として認められるためには、緊急性と均衡性が要件とされる。緊急性の要件は、他国からの武力攻撃受けたことを意味し、武力によらない他国からの権利侵害に対して「自衛」措置をとることは認められない。均衡性の要件は、「自衛」措置が他国からの武力攻撃を排除するため必要な範囲に限定されていることを意味する。国連憲章に反した他国による違法な武力行使に対しての「自衛」は、後述する「対抗措置」の一部とみることもできる。

#### 対抗措置
対抗措置は他国による国際法に反した行為に対する制裁措置である。違法行為を行った国に対して違法行為の停止や賠償をすでに行った場合に違法性阻却事由として認められる。国家責任条文第22条にもとづく。被害国による対抗措置は規模・性質の面で違法行為に比例したもので、違法行為から生じる損害と均衡したものでなければならない。また対抗措置の目的は、違法行為を行う国に違法行為の停止や賠償を促すことであり、可能な限り相手国が義務を再び順守できるような方法で対抗措置は行われなければならない。武力を用いた対抗措置は基本的に禁止されるが、国連憲章第51条にもとづく、他国の武力攻撃を受けた国による自衛権行使は前述の「自衛」として認められる。かつては他国の違法行為をやめさせるために武力を用いることも違法性阻却事由として認められ、これと現代の「対抗措置」はあわせて「復仇」と呼ばれた。1928年の不戦条約から軍事的「復仇」行為に対する規制が始まり、現代では非軍事的「復仇」、つまり「対抗措置」は認められるけれども、軍事的「復仇」は認められていないとの見方が有力である。

### 外的状況

#### 不可抗力
違法行為をした国の規制が及ばなかったり、自然災害などのような予見することができない外的状況のために、国際義務を果たすことが不可能である場合には、「不可抗力」として違法性が阻却される。国家責任条文第23条に規定される。ただし、違法行為を行う国が国際義務を果たすことを不可能とするような外的状況の発生に寄与した場合には、違法性は阻却されない。

#### 遭難
国家の行為を行う個人が、自分や自分が保護する者の生命を守るために国際義務に反する行為しか取ることができない場合には、「遭難」として違法性が阻却される。国家責任条文第24条に定められた。国際義務に反しない行動をとることが可能であるという点で前述の「不可抗力」とは異なるが、国際義務を果たすと国家行為を行う個人やその保護を受ける者の生命が脅かされる状況では、国際義務の遵守をほとんど期待できないため、違法性が阻却される理由のひとつとされた。ただし遭難を理由に国際違法行為を行う国が遭難状況の発生の原因を作りだした場合や、違法行為によってさらに大きな危機的状況を作り出す場合には、違法性は阻却されない。

#### 緊急避難
国家としての本質的利益を守るために国際義務に反した行動をとるよりほか選択肢がない場合には、違法性は阻却される。国家責任条文の第25条に定められた。意図的に国際法に反した行為を行うという点で「不可抗力」とは異なる。違法行為が自国の本質的利益を保護するための唯一の手段であることと、違法行為がなければ権利が保護されていたであろう他国の本質的利益を著しく侵害しないことを条件とする。